# Melody A.M.
Melody A.M. é o álbum de estreia da dupla norueguesa de música eletrônica Röyksopp, lançado em 2001. 
Em 24 de novembro de 2009, foi nomeado pelo jornal Verdens Gang, como o melhor álbum norueguês da década de 2000.

## Faixas
1. So Easy
2. Eple (Original Edit)
3. Sparks
4. In Space
5. Poor Leno
6. A Higher Place
7. Royksopp's Night Out
8. Remind Me (Radio Edit)
9. She's So
10. 40 Years Back Come